# Julus garumnicus
Julus garumnicus är en mångfotingart som beskrevs av Ribaut 1904. Julus garumnicus ingår i släktet Julus och familjen kejsardubbelfotingar. Inga underarter finns listade i Catalogue of Life.